# Duraisamy Simon Lourdusamy
Duraisamy Simon kardinál Lourdusamy (5. února 1924, Kalleri – 2. června 2014 Řím) byl indický římskokatolický kněz, arcibiskup Bangalore a prefekt Kongregace pro východní církve, kardinál.

## Život
Kněžské svěcení přijal 21. prosince 1951. Na Papežské univerzitě Urbaniana získal doktorát z kanonického práva. Po návratu do arcidiecéze Pondicherry byl kancléřem arcidiecéze, sekretářem arcibiskupa a vedoucím redaktorem katolického týdeníku "Sava Viaby". Věnoval se pastoraci studentů a lékařů.
V červenci 1962 byl jmenován pomocným biskupem arcidiecéze Bangalore, biskupské svěcení přijal 22. srpna téhož roku. Účastnil se Druhého vatikánského koncilu. V listopadu 1964 se stal biskupem-koadjutorem v arcidiecézi Bangalore, řízení arcidiecéze se ujal v lednu 1968.
Od roku 1971 začal pracovat v římské kurii, stal se zástupcem sekretáře Kongregace pro evangelizaci národů, v dubnu téhož roku proto rezignoval na funkci arcibiskupa Bangalore. V únoru 1973 se stal sekretářem uvedené kongregace a rovněž prezidentem Papežských misijních děl.
Při konzistoři v květnu 1985 ho papež Jan Pavel II. jmenoval kardinálem. Od října 1985 do května 1991 byl prefektem Kongregace pro východní církve. V září 1997 byl speciálním papežským legátem při pohřbu Matky Terezy v Kalkatě.
Zemřel 2. června 2014 v Římě.

## Vyznamenání
- komandér Řádu čestné legie – Francie, 29. prosince 1976
- velký záslužný kříž s hvězdou Záslužného řádu Spolkové republiky Německo – Německo, 10. října 1977
- velkokříž Řádu africké hvězdy – Libérie, 3. listopadu 1977
- velkokříž Řádu dubové koruny – Lucembursko, 29. června 1988
- Řád zářící hvězdy I. třídy – Tchaj-wan, 13. listopadu 1983